# Генерал-майор (Шри-Ланка)
Генерал-лейтенант
Генерал-майор (англ. Major-General), сокращаемое до Maj Gen — генеральское военное звание в сухопутных войсках Шри-Ланки. Оно соответствует российскому званию генерал-лейтенант (разница возникает из-за приравнивания к генеральским званиям звания Бригадир), по классификации НАТО — OF-7. Это звание носит директор Национального кадетского корпуса.
На погоне звёздочка над скрещёнными мечом и дубинкой. На полевых погонах звёздочка заменяется ромбом с вписанным крестом.
В ВМФ Шри-Ланки званию соответствует звание контр-адмирал, в ВВС Шри-Ланки — Air vice-marshal.
Звание генерал-майор с 1958 по 1974 носил командующий армией.